# الملعب النابلي
 الملعب النابلي هو نادي كرة قدم تونسي، أحدث عام 1936. وهو ينشط في الرابطة التونسية المحترفة الثالثة لكرة القدم.

## التاريخ
لم تكن كرة القدم رياضة ذات أولوية بالنسبة لنادي الهواة الذي لعب دوره في كرة السلة وكرة اليد أدواراً رائدة. وشهدت أول مشاركة رسمية في هذا التاريخ جزء من 1945-1946، تحت معيار الحرب، ولكن السنوات التي أعقبت قسم التأرجح بين الانقسامات الرابعة والخامسة وتجميد أنشطتها.
جمعية متعددة الأديان في النادي في عام 1950 لجنة برئاسة مارسيل هاجي محمد عامر بما في ذلك النقد وروجر مامو (نائبا للرئيس)، يوجين غراف (الأمين العام) ومحمد كارما (أمين الصندوق). تم تشكيل لجنة خاصة لكرة القدم في عام 1952 في ظل رئاسة الدكتور امبارك، بمساعدة الطيب مرزوق (نائب الرئيس)، يوسف حداد (الأمين العام)، محمد سلمان (مساعد) كارما (أمين الصندوق)، وحسن الزين (أمين الصندوق مساعد) بالإضافة إلى مدرب Auffert [من؟]. في عام 1956 النادي جيدا الفرقة الرابعة qu'évoluant يوضح كأس تونس بفوزه نخبة النادي في ذلك الوقت، وباتريوت سوسة، في دور الستة عشر (2-1 بفضل هدفين من محمد منصف سوماي) قبل أن يخسر بقوة في الثمانينات.
خلال موسم 1956-1957 ، التحق التونسي محمد سيالة بالرئاسة أولا مع غراف كأمين عام وكارما كأمين صندوق. وقد تحقق العمل العميق في النهاية ، وفي عام 1965 ، وصل فريق الشباب إلى الدور نصف النهائي من الكأس وأجبر نجم الساحل الرياضي على إعادة المباراة. وهو يتألف من علي فرج سالم Chelly نور الدين منعت صلاح البراد والزبير Hariga صلاح عبد الرزاق رضا دعاس، حسن Zegdane حمادي Chouchane1 عثمان حاجي، منصف ماني صلاح Chapouachi ومنصف Ladhib.
في عام 1972، تمكن النادي للوصول إلى دوري الدرجة الثانية وحتى يلعب السدود في عام 1984 لتصل إلى الجامعة أولا لأنه يعلم من خلال اتباع صعودا وهبوطا قبل استئناف مسيرته، وإدارة سلسلة متتالية للفوز في البطولة الإقليمية في عام 2015، و بطولة الدوري في عام 2016.

## المسيرة الكروية
- 1955-1962: دوري الرابع
- 1963-1972: الدوري الثالث
- 1973-1977: الدوري الثاني
- 1977: الدوري الثالث
- 1978-1981: دوري الدرجة الثالثة
- 1982-1985: الدوري الثاني
- 1986-1991: الدوري الثالث
- 1992-1995: الدوري الرابع
- 1996: الدوري الثالث
- 1998: الدوري الرابع
- 1999: الدوري الثالث
- 2000-2008: الدوري الرابع
- 2009-2011: الدوري الثالث
- 2012: الدوري الثاني
- 2013: الدوري الثالث
- 2014-2015: دوري الدرجة الرابعة
- 2015-2016: دوري الدرجة الثالثة
- 2016-: الدوري الثاني

## الإدارة

### الرؤساء
- مارسيل هاجي (1949-1952)
- م. ليسي [كوي؟] (1953-1954)
- إميل كالفون (1954-1956) 2
- محمد سيالة (1956-1957)
- منصف عز الدين (1960-1961)
- محمد الفقيه (1964-1969)
- رشيد مبارك (1994-1995)
- لطفي ديماسي (2002-2003)
- رؤوف ركيك (2003-2005)
- رشيد مبارك (2005-2010)
- منذر الكرمة (2013-2015)
- فاروق كوال (2015-2016)
- حافظ لوصف (2016-2017)
- محمد العياشي العجرودي (2017-)

### المدربين
- 1959-1960: الهادي بن وجيهه
- 1960-1961: عثمان باهر
- 1964-1965: فريدمان [من؟
- 1965-1966: بشير بن الشيخ
- 1970-1971: توفيق بن سلامه
- 1971-1973: عايض كامل
- 1973-1974: الصافي [من؟]
- 1974-1975: داود [من؟]
- 1975-1976: عايض كامل ثم صلاح عبد الرزاق
- 1976-1977: صلاح عبد الرزاق وزوبير هرغا ثم ريدانوفيتش
- 1977-1978: عبد العزيز بن عبد الله
- 1978-1979: العربي زواوي ثم حمادي شوشان
- 1979-1980: عابد مشالا
- 1980-1982: بيتر كوليف
- 1982-1983: برنار بلوت
- 1983-1984: جورجي غيوروف
- 1984-1985: مراد معاوية
- 1985-1986: زبير حريقة
- 1986-1987: عايض كامل
- 1987-1988: جورجي غيوروف
- 1988-1989: عايض كامل
- 1989-1990: مراد معاوية ثم عايض كامل
- 1990-1991: سالم كريم
- 1991-1992: أحمد بن برهم
- 1992-1993: عايض كامل ، أحمد بن براهم ثم حمادي شوشان
- 1993-1995: عايض كامل
- 1995-1996: رضا بوراوي ثم نجيب شبوح
- 1996-1997: نجيب شبوح ، فوزي شور ، ثم محمد بن عامر
- 1997-1998: اسكندر البكلوتي
- 1998-1999: أحمد بن براهم
- 1999-2000: اسكندر البكلوتي
- 2000-2001: أحمد بن برهم ، اسكندر البكلوتي ، ثم محمد بن عامر
- 2001 - 2002: احمد بن براهم
- 2002-2003: زهير بوزيد ثم اسكندر بوزيد
- 2003-2004: أحمد بن براهم
- 2004-2005: محرز ميلادي
- 2005-2006: مختار حكيمي ثم اسكندر البكلوتي
- 2006-2007: أحمد بن براهم
- 2007-2008: طارق بلغيث ثم عايض كامل
- 2008-2009: محرز ميلادي
- 2009-2010: حسن الوسلاتي
- 2010-2011: علي صريب
- 2011-2012: محرز ميلادي ، محمد بن عامر ثم أحمد البرهومي
- 2012-2013: سكاندر البكلوتي ثم زهير بوزيد
- 2014-2015: نبيل بوخريص
- 2015-2017: زهير بوزيد
- 2017-201 ..: سالم الطبدي